# Arnold Suew
Arnold Suew (* 12. September 1991 in Zelinograd, Kasachstan) ist ein deutsch-kasachischer Fußballspieler.

## Karriere
Arnold Suew erlernte das Fußballspielen in den Jugendmannschaften vom VfB Lübeck, SV Eichede, Rot-Weiß Moisling und dem MSV Duisburg. Beim MSV stand er von 2010 bis 2011 im Kader der zweiten Mannschaft. Mit der Zweiten spielte er in der NRW-Liga sowie in der A-Junioren-Bundesliga. 2011 wechselte er zum NTSV Strand 08 an den Timmendorfer Strand. Der Verein spielte in der Oberliga Schleswig-Holstein. Anfang 2013 ging er zum VfB Lübeck nach Lübeck. Hier kam er in der ersten- und zweiten Mannschaft zum Einsatz. Über die Stationen BV Cloppenburg und wieder NTSV Strand 08 ging er im März 2018 nach Australien. Hier spielte er für die unterklassigen Vereine Richmond FC, Bentleigh Greens SC und Moreland Zebras. Anfang 2020 zog es ihn nach Thailand. Hier unterschrieb er einen Vertrag beim Drittligisten North Bangkok University FC in Bangkok. Der Verein spielte in der dritten Liga, der Thai League 3. Nach zwei Spieltagen wurde die Saison wegen der COVID-19-Pandemie abgebrochen. Um sich fit zu halten, kehrte er nach Deutschland zurück. Anfang 2021 kehrte er wieder nach Thailand zurück. Hier schloss er sich dem Zweitligisten Udon Thani FC aus Udon Thani an. Sein Zweitligadebüt gab er am 6. Februar 2021 im Auswärtsspiel beim Sisaket FC. Hier stand er in der Startelf und schoss in der 52. Minute sein erstes Zweitligator zur 1:0-Führung. Das Spiel endete 1:1. Am Ende der Saison 2022/23 musste er mit dem Verein als Tabellenletzter in die dritte Liga absteigen. Für Udon Thani bestritt er 83 Zweitligaspiele, in denen er 22 Tore erzielte. Nach dem Abstieg verließ er den Verein und schloss sich im Libanon dem Erstligisten Safa SC Beirut an. Für den Verein aus Beirut bestritt er 25 Erstligaspiele. Hierbei erzielte er drei Treffer. Im August 2024 ging er wieder nach Thailand. Hier unterschrieb er in Chiangmai einen Vertrag beim Zweitligisten Chiangmai United FC. Nach einer Spielzeit, in der er 28 Ligaspiele bestritt, wurde sein Vertrag im Sommer 2025 nicht verlängert.